# Il bandito e il campione
Il bandito e il campione è un album dal vivo del cantautore italiano Francesco De Gregori, registrato durante la tournée della primavera del 1993, principalmente a Reggio Calabria. Il titolo dell'album, e del brano omonimo, è ispirato alla vicenda di Sante Pollastri (il bandito) e Costante Girardengo (il campione), fatti che hanno ispirato anche un libro ed una fiction RAI del 2010 con Beppe Fiorello.

## Descrizione
Il titolo della raccolta è dato dal brano, inedito per De Gregori, ma composto dal fratello Luigi Grechi e da questi inciso nell'album Azzardo del 1990. All'interno si possono ascoltare anche le reinterpretazioni di due canzoni di altri cantautori a De Gregori molto cari: Vita spericolata di Vasco Rossi e Sfiorisci bel fiore di Enzo Jannacci.
(Francesco De Gregori, prefazione contenuta nel libretto dell'album)
Dall'album venne tratto il cd singolo Il bandito e il campione/Adelante!Adelante!.

## Tracce
Testi e musiche di Francesco De Gregori eccetto dove indicato.
1. Il bandito e il campione – 4:23    (Inedito) (Luigi Grechi)
2. Viva l'Italia – 3:13
3. Titanic – 4:24
4. I muscoli del capitano – 3:00
5. Sangue su sangue – 5:30
6. Adelante! Adelante! – 4:28
7. La storia – 2:56
8. Generale – 4:11
9. Quattro cani – 4:48
10. La ballata dell'Uomo Ragno – 3:45
11. Pezzi di vetro – 3:19
12. Vecchi amici – 3:52
13. I matti – 4:10
14. Alice – 4:01
15. Rimmel – 4:01
16. Buonanotte fiorellino – 2:43
17. Renoir – 2:44
18. Vita spericolata – 4:21 (Musica: Tullio Ferro – Testo: Vasco Rossi)
19. Sfiorisci bel fiore – 3:13 (Enzo Jannacci)

I brani sono stati registrati durante il concerto a Reggio Calabria del marzo 1993 tranne Viva l'Italia, Renoir e Vita spericolata registrati al palasport di Torino nel settembre 1992, Titanic registrato a Chiavari nel febbraio 1993, Buonanotte fiorellino registrato a Firenze nel febbraio 1993 e Sfiorisci bel fiore registrato a Milano nel febbraio 1993.
L'unico brano inedito è stato registrato allo Studio Mulinetti di Recco nell'aprile 1993.

## Formazione
- Francesco De Gregori - voce e chitarra
- Vincenzo Mancuso - chitarra
- Lucio Bardi - chitarra
- Guido Guglielminetti - basso
- Rosario Gagliardo - batteria
- Stefano Senesi - tastiera
- Orazio Maugeri - sax
- Elio Rivagli - batteria nei brani registrati a Torino
- Lalla Francia - cori nei brani registrati a Torino e in Il bandito e il campione
- Lola Feghaly - cori nei brani registrati a Torino[6]

## Classifiche

### Classifiche settimanali
| Classifica (1993) | Posizione massima |
| ----------------- | ----------------- |
| Europa            | 32                |
| Italia            | 1                 |

### Classifiche di fine anno
| Classifica (1993) | Posizione |
| ----------------- | --------- |
| Italia            | 9         |